# Urlaine
Die Urlaine ist ein linker Zufluss zur Eschenlaine bei  Eschenlohe. Sie entsteht im Kistenkar unterhalb der Kreuzwand. Am Ende des Kars, nun im Archtal tritt
die Urlaine in eine Schlucht mit zahlreichen Gumpen und Wasserfällen ein, welche sie erst direkt bei Eschenlohe wieder verlässt.